# Брадфорд-он-Эйвон
Брадфорд-он-Эйвон (англ. Bradford-on-Avon) — город в графстве Уилтшир, Англия, живописно расположен близ Западной железной дороги; рекой Эйвон разделяется на две части: северную, или Старый Брэдфорд, и южную, или Новый Брэдфорд; северный берег реки довольно круто поднимается над водой. Это значительный торговый и промышленный город, известный фабрикацией тонкого сукна и кашемира.
Кроме этой реки с двумя перекинутыми через неё мостами, город орошается ещё каналами Кеннетским и Эйвонским. Город очень старинный, возникший ещё до нормандского завоевания.

## Уроженцы
- Грин, Саймон — писатель-фантаст.